# Pierwsza Polska Wyprawa Polarna
Pierwsza Polska Wyprawa Polarna to ekspedycja naukowa, która miała miejsce w latach 1932–1933 na Wyspie Niedźwiedziej w ramach II Międzynarodowego Roku Polarnego. 
Ekspedycja była inspirowana przez międzynarodowe środowisko naukowe, które na konferencji w Kopenhadze w 1929 roku ogłosiło II Międzynarodowy Rok Polarny. Polska Narodowa Komisja Roku Polarnego, pod przewodnictwem dyrektora Państwowego Instytutu Meteorologicznego, dra inż. Jeana Lugeona, zorganizowała wyprawę. Przygotowania obejmowały szkolenia i zakup sprzętu. Wyprawa wyruszyła z Gdyni, przewożąc sprzęt statkiem do Narwiku, skąd udała się na Wyspę Niedźwiedzią.
W skład wyprawy wchodzili: Czesław Centkiewicz - kierownik wyprawy, Władysław Łysakowski, Stanisław Siedlecki, Jean Lugeon, Jan Gurtzman. Główne cele wyprawy obejmowały badania meteorologiczne, magnetyczne oraz obserwacje zorzy polarnej. Uczestnicy zimowali w opuszczonej osadzie górniczej Tunheim, gdzie korzystali z infrastruktury dawnego przedsiębiorstwa Bjørnøen A.S. Wyniki badań zostały opublikowane w czterech woluminach dotyczących meteorologii, magnetyzmu ziemskiego, trzasków atmosferycznych i zorzy polarnej. Wartościowe naukowe wyniki przyczyniły się do rozwoju polskiej polarnictwa i są cenione do dziś. Mimo że fizyczne ślady wyprawy na Wyspie Niedźwiedziej uległy zniszczeniu, to pamięć o tej ekspedycji zachowała się w literaturze i publikacjach naukowych. Książka Czesława Centkiewicza Wyspa mgieł i wichrów stanowi jedno z najważniejszych źródeł relacji z tej wyprawy.
Na wyspie umieszczono brązową tablicę upamiętniającą wyprawę, która jednak została zniszczona przed 1936 rokiem.